# Stafford

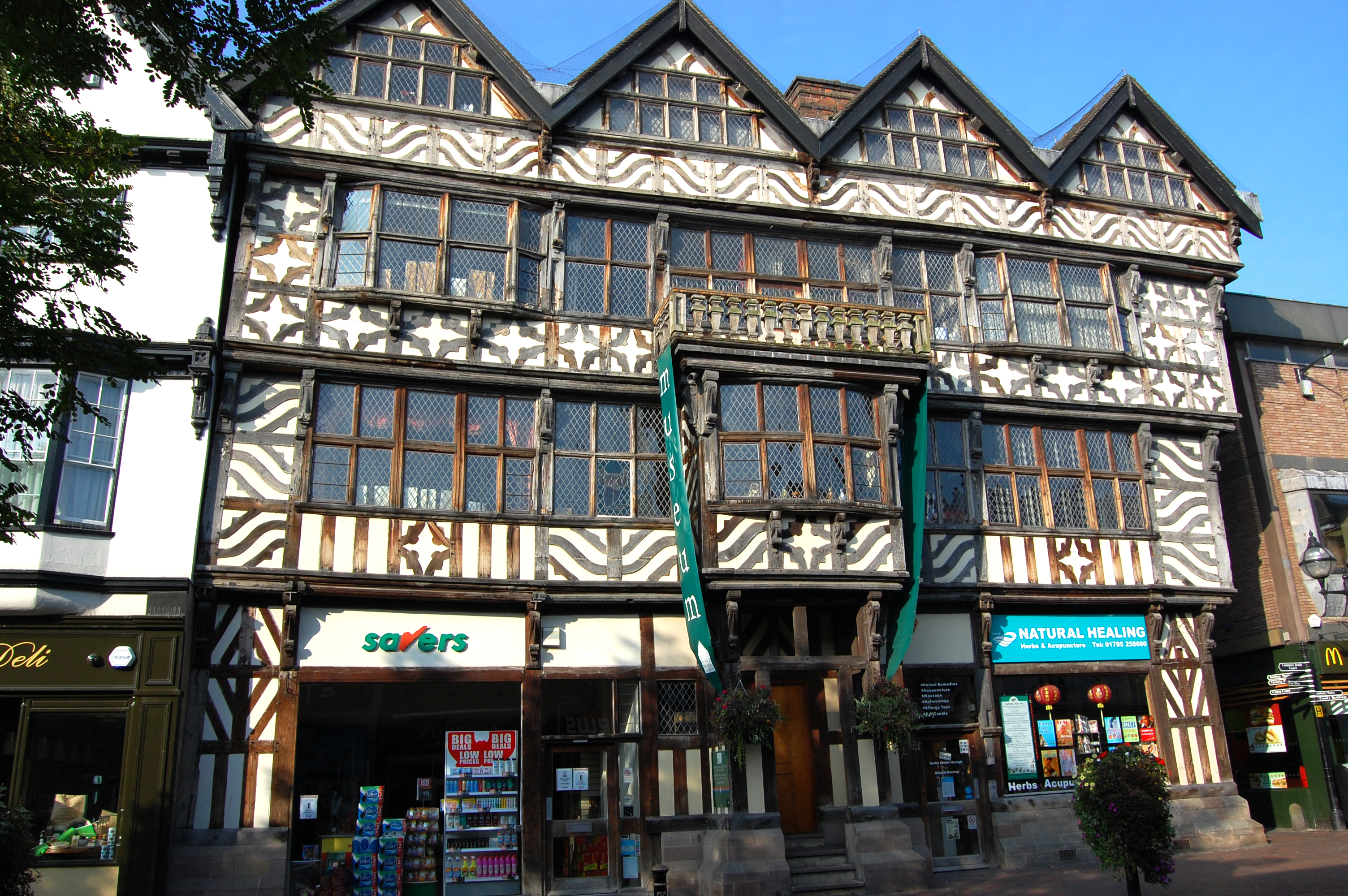
Ancient High House

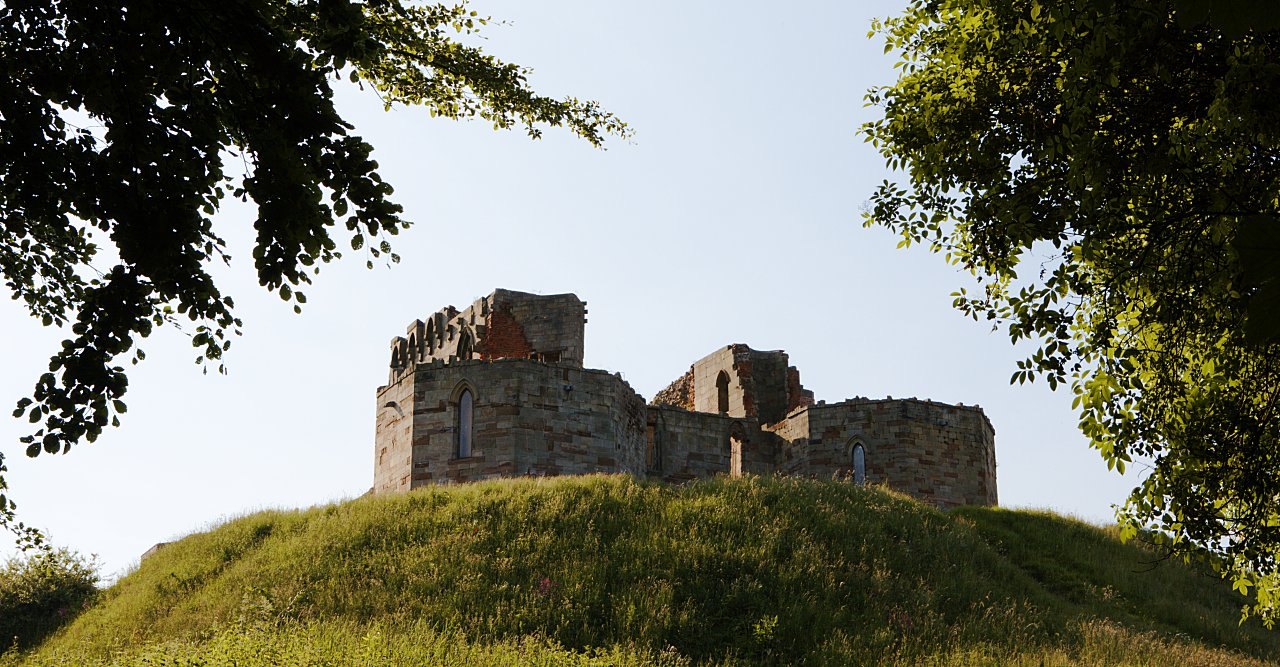
Stafford Castle

Stafford ist eine Stadt in der Grafschaft Staffordshire in England und deren Verwaltungssitz. Sie liegt im Norden der Region West Midlands zwischen Wolverhampton und Stoke-on-Trent. Stafford hat 68.472 Einwohner (Stand 2011), der umliegende gleichnamige Distrikt hat mit der Stadt zusammen 130.869 Einwohner (Stand 2011).

## Geschichte
Die historische Siedlung lag auf einer Insel in der Mitte des Marschlands des Flusses Sow, einem Nebenfluss des Trent. Im Jahre 913 wurde Stafford von Ethelfleda, der Tochter von König Alfred dem Großen, zur Abwehr der Dänen befestigt. Im 11. Jahrhundert wurde von den Normannen auf einem nahegelegenen Hügel das Stafford Castle errichtet. Es wurde zweifach umgebaut, doch seit dem 19. Jahrhundert besteht es nur noch aus Ruinen.
Noch heute grenzt ein großes Feuchtgebiet an das Zentrum der Stadt, in der in den Jahren 1947 und 2000 Hochwasser herrschte. 

## Sehenswürdigkeiten
An der Haupteinkaufsstraße Greengate Street liegt das im elisabethianischen Stil erbaute Ancient High House. Es ist das größte und wahrscheinlich älteste Fachwerkhaus Englands.

## Wirtschaft
Seit 1903 werden in Stafford vor allem elektrische Anlagen, insbesondere Transformatoren für Elektrizitätswerke hergestellt und in die ganze Welt exportiert. 
Bei Hixon, etwa 10 km östlich Staffords, wird das Hixon Airfield, früher die Royal Air Force Station Hixon, kurz RAF Hixon, als Industriegebiet genutzt. Hier existieren knapp 40.0000 m² überdachter Flächen. Ein Hauptnutzer ist die Firma EnviroStik.

## Städtepartnerschaften
Stafford listet folgende sieben Partnerstädte auf:
| Stadt              | Land                                | seit |
| ------------------ | ----------------------------------- | ---- |
| Belfort            | Bourgogne-Franche-Comté, Frankreich | 1999 |
| Dreieich           | Hessen, Deutschland                 | 1981 |
| La Roë             | Pays de la Loire, Frankreich        |      |
| Rimbach            | Hessen, Deutschland                 |      |
| Skarżysko-Kamienna | Heiligkreuz, Polen                  | 1992 |
| Stafford           | Virginia, Vereinigte Staaten        | 1994 |
| Tarragona          | Katalonien, Spanien                 | 1990 |

## Söhne und Töchter der Stadt
- Humphrey Stafford, 1. Duke of Buckingham (1402–1460), Adliger
- Izaak Walton (1593–1683), Biograph
- Robert Pigot (1720–1796), britischer Offizier im Amerikanischen Unabhängigkeitskrieg
- Thomas C. Chattoe (1890–1982), kanadischer Organist, Chorleiter und Musikpädagoge
- Rex Lassam (1896–1983), Schwimmer
- Joe Hulme (1904–1991), Fußball- und Cricketspieler
- Karl Werner Kieffer (1912–1995), Vorstandsvorsitzender Pfaff AG, Stiftungsgründer Stiftung Ökologie & Landbau
- Colin Cooper (1939–2008), Multiinstrumentalist, Sänger und Gründungsmitglied der Climax Blues Band
- Nicola Gordon Bowe (1948–2018), Kunsthistorikerin
- Peter Haycock (1951–2013), Gitarrist der Climax Blues Band
- Storm Constantine (1956–2021), Fantasy- und Science-Fiction-Autorin
- Patrick McLoughlin (* 1957), Transportminister
- Neil Morrissey (* 1962), Schauspieler und Synchronsprecher
- Stephen Wright (* 1970), römisch-katholischer Geistlicher und Bischof von Hexham und Newcastle
- Anthony Gardner (* 1980), Fußballprofi
- Chris Birchall (* 1984), trinidadischer Fußballspieler
- Terri Dunning (* 1985), Schwimmsportlerin
- Jared Hodgkiss (* 1986), Fußballspieler
- Gemma Howell (* 1990), Judoka
- Nick Yelloly (* 1990), Rennfahrer
- Morgan Gibbs-White (* 2000), Fußballspieler
- Hayden Norris (* 2002), Bahnradsportler